# 倪亦方
倪亦方（1931年—2008年4月），中华人民共和国建国初期著名煤炭化工专家。浙江宁波人。倪匡（原名倪聰，字亦明）大哥，有妹亦舒（原名倪亦舒），有弟倪亦靖。

## 生平
祖籍浙江省宁波市镇海县，今镇海区。出生宁波上海倪姓世家。
1951年，倪家自上海迁居香港，倪亦方未有跟随。
早年考入国立北京大学。1952年，北京大学化学工程系。北大毕业后，分配到辽宁鞍山建筑筑炉公司，担任技术员。
1954年，在锅炉设计和质量方面和当时苏联援助中国的专家产生了意见冲突，被“免职”和“记大过”处分。
在“反右”和“文化大革命”中遭受冲击，曾蒙受20年的不白之冤。
1979年，转调鞍山化工二厂。先后担任鞍山化工二厂副厂长、厂长，是教授级高级工程师。
1981年，时隔30年后，与父亲家人在上海重逢。

## 科研
倪亦方在化工领域建树突出，是中华人民共和国建国早期著名煤炭化工专家。他主持完成中国重大煤炭炭黑技术改造项目60余项，其中有4项属中国国内首创。
倪亦方曾领导研制出高温空气预热器，是中国该领域首个实用新型专利，添补了中国炭黑工业空白。曾组织开发煤炭炭黑新品种和下游品种16个。其中，特种超耐磨、高耐磨炭黑品种2个，曾获得辽宁省、中国国家部委多次奖励。

## 企业业绩
自1984年来，在倪亦方领导下，鞍山化工厂企业规模迅速扩大，由年产1000吨煤炭炭黑一跃而上32000吨，成为当时中华人民共和国化学工业部属下的重点特大化工骨干企业。
1993年，他领导的化工企业进入中国全国500家最大型化工企业之列。1994年，他领导的化工企业进一步跻身中国行业100家最佳经济效益工业企业，并在中国化学原料及化学制品制造业中位列25位，在辽宁省最佳经济效益工业企业排行榜中位列第24位。
1995年，他领导的化工企业实现利税超千万人民币。

## 荣顾
倪亦方曾先后获得辽宁省、中国国家部委多个奖励。他的技术发明，也曾多次获奖，包括：
- 1984年：研制的特种炭黑获得中国国家优质银质奖，4个炭黑产品品种获得辽宁省优质奖。
- 曾被评为辽宁省鞍山市劳动模范
- 曾被评为辽宁省劳动模范
- 曾被评为辽宁省优秀企业家
- 曾被评为中国石化系统廉洁奉公先进工作者
- 曾被评为中国全国优秀共产党员
- 曾被评为中国全国劳动模范
- 1986年：获得中国全国“五一劳动奖章”
- 1985年7月16日：辽宁省鞍山市委发出共产党员向倪亦方学习的决定,《辽宁日报》刊登[3]